# Gran Premio di Gran Bretagna 1998
Il Gran Premio di Gran Bretagna 1998 fu il nono appuntamento della stagione di Formula 1 1998.
Disputatosi il 12 luglio sul Circuito di Silverstone, ha visto la vittoria di Michael Schumacher su Ferrari, seguito da Mika Häkkinen e da Eddie Irvine.

## Vigilia

### Aspetti tecnici
Per l'appuntamento in terra inglese la Williams portò diverse novità tecniche: anzitutto venne allungato il passo delle monoposto e furono dotate, in qualifica, di un motore leggermente più potente. Inoltre furono attuate delle modifiche alle pance della vettura.

### Aspetti sportivi
Nel fine settimana britannico cominciarono a diffondersi le prime voci concrete riguardanti il debutto della BAR, una nuova squadra i cui proprietari (Craig Pollock, manager di Jacques Villeneuve, e la multinazionale del tabacco British American Tobacco) avevano acquistato, nell'inverno del 1997 la Tyrrell. La scuderia inaugurò a Brackley la nuova sede e Pollock assicurò che la struttura avrebbe cominciato a operare a partire dell'autunno. Il manager statunitense confermò anche la fornitura dei nuovi propulsori progettati in veste non ufficiale dalla Renault e marchiati Supertec, che avrebbero equipaggiato anche Benetton e Williams. Sul fronte piloti circolava la voce di un passaggio di Villeneuve alla BAR, ma tra i piloti seguiti dalla nuova scuderia vi era anche Alessandro Zanardi, campione della serie CART nella stagione 1997. L'italiano aveva, però, secondo altri già firmato un contratto biennale con la Williams per il 1999.

## Prove libere

### Resoconto
Nella sessione del venerdì i tempi migliori vennero fatti registrare dai piloti della McLaren, con Coulthard in grado di girare in 1.25:640, circa un decimo più veloce del suo compagno di squadra. Dietro di loro si classificarono le Williams di Frentzen e Villeneuve. Il pilota canadese si dichiarò fiducioso, viste anche le novità tecniche introdotte dalla sua scuderia. Solamente settimo, invece, Michael Schumacher che una settimana prima era stato il più veloce nei test svoltisi proprio sul circuito inglese. Il tedesco accusò problemi di stabilità nella parte posteriore della monoposto e utilizzò un solo set di gomme contro i due dei suoi avversari.
Alla fine della sessione, Häkkinen e Coulthard vennero multati rispettivamente di 8000 e 3250 dollari per aver superato il limite di velocità nella corsia box.

### Risultati
Nella giornata del venerdì, si ebbe la seguente situazione:
| Pos | Nome                  | Squadra/Motore      | Tempo    |
| --- | --------------------- | ------------------- | -------- |
| 1   | David Coulthard       | McLaren-Mercedes    | 1.25:640 |
| 2   | Mika Häkkinen         | McLaren-Mercedes    | 1.25:764 |
| 3   | Heinz-Harald Frentzen | Williams-Mecachrome | 1.26:107 |

## Qualifiche

### Resoconto
Mika Häkkinen conquista la sesta pole position stagionale (nove consecutive per la Mclaren); il pilota finlandese precede di circa mezzo secondo Michael Schumacher. Terzo tempo per Villeneuve, seguito da Coulthard, Irvine, Frentzen, Hill, Alesi, Herbert e Fisichella. Alla fine della sessione, Ralf Schumacher ed Olivier Panis vengono relegati in fondo allo schieramento, non avendo passato la verifica dell'articolo 13.3 del regolamento: infatti, non sono riusciti a uscire in tempo utile dalla propria vettura con le gambe piegate all'indietro contemporaneamente senza essere ostacolati da parte della stessa vettura, procedura per uscire dalla monoposto in caso di incendio.

### Risultati
| Pos | N  | Pilota                | Costruttore/Motore    | Tempo       |        |
| --- | -- | --------------------- | --------------------- | ----------- | ------ |
| 1   | 8  | Mika Häkkinen         | McLaren - Mercedes    | 1:23.271    | —      |
| 2   | 3  | Michael Schumacher    | Ferrari               | 1:23.720    | +0.449 |
| 3   | 1  | Jacques Villeneuve    | Williams - Mecachrome | 1:24.102    | +0.831 |
| 4   | 7  | David Coulthard       | McLaren - Mercedes    | 1:24.310    | +1.039 |
| 5   | 4  | Eddie Irvine          | Ferrari               | 1:24.436    | +1.165 |
| 6   | 2  | Heinz-Harald Frentzen | Williams - Mecachrome | 1:24.442    | +1.171 |
| 7   | 9  | Damon Hill            | Jordan - Mugen-Honda  | 1:24.542    | +1.271 |
| 8   | 14 | Jean Alesi            | Sauber - Petronas     | 1:25.081    | +1.810 |
| 9   | 15 | Johnny Herbert        | Sauber - Petronas     | 1:25.084    | +1.813 |
| 10  | 5  | Giancarlo Fisichella  | Benetton - Playlife   | 1:25.654    | +2.383 |
| 11  | 6  | Alexander Wurz        | Benetton - Playlife   | 1:25.760    | +2.489 |
| 12  | 16 | Pedro Diniz           | Arrows                | 1:26.376    | +3.105 |
| 13  | 17 | Mika Salo             | Arrows                | 1:26.487    | +3.216 |
| 14  | 12 | Jarno Trulli          | Prost - Peugeot       | 1:26.808    | +3.537 |
| 15  | 19 | Jos Verstappen        | Stewart - Ford        | 1:26.948    | +3.677 |
| 16  | 18 | Rubens Barrichello    | Stewart - Ford        | 1:26.990    | +3.719 |
| 17  | 21 | Toranosuke Takagi     | Tyrrell - Ford        | 1:27.061    | +3.790 |
| 18  | 23 | Esteban Tuero         | Minardi - Ford        | 1:28.051    | +4.780 |
| 19  | 22 | Shinji Nakano         | Minardi - Ford        | 1:28.123    | +4.852 |
| 20  | 20 | Ricardo Rosset        | Tyrrell - Ford        | 1:28.608    | +5.337 |
| 21  | 10 | Ralf Schumacher       | Jordan - Mugen-Honda  | senza tempo | -      |
| 22  | 11 | Olivier Panis         | Prost - Peugeot       | senza tempo | -      |

## Gara

### Resoconto
Per la prima volta nel 1998, la partenza avviene sotto la pioggia; tutti i piloti decidono di partire con gomme intermedie. Al via scattano bene Häkkinen e Michael Schumacher, che mantengono le prime due posizioni; parte invece male Irvine, che perde addirittura cinque posizioni, mentre Alesi si porta in quarta posizione e Ralf Schumacher, partito penultimo, risale fino al 14º posto. Alla fine del primo passaggio, Häkkinen conduce davanti a Michael Schumacher, Coulthard, Alesi, Villeneuve, Frentzen, Hill, Herbert, Wurz e Irvine: il nordirlandese comincia subito la sua rimonta, superando immediatamente il pilota austriaco e, successivamente, Herbert; continua la sua risalita anche Ralf Schumacher, che infila le due Arrows.
Al 5º giro, dopo diverse azioni di disturbo, Coulthard sopravanza Schumacher alla curva Abbey; più indietro, Irvine passa Hill e, nel corso dello stesso giro, anche Villeneuve, che va in testacoda e deve lasciare strada anche al compagno di squadra Frentzen. Il tedesco viene poi superato da Irvine, che si porta in quinta posizione proprio mentre Ralf Schumacher si ferma per primo ai box.
Al 13º giro Hill inizia la serie dei ritiri uscendo di pista a Brooklands; due giri più tardi Frentzen lo imita alla curva Bridge.
Le vetture cominciano a fermarsi per il primo pit stop, mentre la pioggia aumenta di intensità. Al 22º passaggio Häkkinen è in testa davanti a Coulthard; seguono Schumacher, Alesi, Irvine, Herbert (che ha optato per una sola sosta), Ralf Schumacher, Villeneuve, Wurz e Fisichella. Herbert va in testacoda, finendo bloccato in una via di fuga; riesce a ripartire, ma per farlo viene spinto dai commissari e prima che scatti la squalifica si ferma e si ritira ai box. Nel frattempo, la pioggia aumenta ancora; ne fa le spese Salo che finisce la sua corsa nell'erba, subito imitato da Rosset e Tuero. Al 38º giro Coulthard cerca di doppiare Wurz ma finisce in testacoda e fuori pista, dovendosi ritirare. Häkkinen, alla guida dell'unica McLaren rimasta, conduce con 24 secondi di vantaggio su Schumacher; seguono Irvine, Alesi, Fisichella, Wurz, Ralf Schumacher, Villeneuve e Nakano.
Le condizioni meteo sono sempre peggiori e anche Trulli e Verstappen chiudono la loro gara con uscite di pista; anche il leader Häkkinen arriva lungo alla curva Bridge, ma il finlandese riesce a tornare sul tracciato. Finisce contro le barriere anche Barrichello, subito imitato da Panis, mentre Nakano riesce a ripartire dopo un'escursione fuoripista. Durante il 43º passaggio, Michael Schumacher doppia Wurz con le bandiere gialle esposte; questo gli costerà uno stop & go. Una tornata più tardi, il direttore di gara manda in pista la safety car, ricompattando un gruppo composto ormai da sole dieci vetture e annullando il vantaggio di Häkkinen sugli inseguitori. Alla ripartenza, al 49º passaggio, il finlandese conduce davanti a Michael Schumacher, Irvine, Alesi, Fisichella, Wurz, Ralf Schumacher, Villeneuve, Nakano e Takagi, ma alla curva Becketts il pilota della McLaren esce nuovamente di pista, venendo superato da Schumacher.
Anche Irvine si fa sotto ad Häkkinen senza però riuscire a superarlo; si ritira invece Alesi per noie al sistema idraulico. A pochi minuti dalla fine, i commissari infliggono uno stop & go a Schumacher per aver impropriamente sorpassato la vettura di Takagi in regime di safety car; tuttavia, la comunicazione con il box Ferrari è piuttosto caotica e all'ultimo giro fra lo stupore generale Michael Schumacher taglia il traguardo passando nella corsia dei box per scontare la penalità, vincendo la gara. La McLaren sporgerà un reclamo formale per questa azione, che verrà rifiutato dalla FIA in quanto non vi era tempo materiale, per la Ferrari, di far scontare la penalità al proprio pilota, per un ritardo nella comunicazione della stessa.
A seguito di questo episodio verrà modificato il regolamento sportivo con l'imposizione di 25 secondi sul tempo finale per le infrazioni non scontate durante la corsa e il posizionamento della linea del traguardo in corrispondenza di quella dell'inizio della corsia dei box (dove inizia il tratto a velocità limitata).
Grazie a questa vittoria, la trentunesima in carriera, Schumacher riapre il Campionato, portandosi a soli due punti da Häkkinen; il terzo posto di Irvine permette alla Ferrari di avvicinarsi alla McLaren. Infine Ralf Schumacher porta il primo punto della stagione alla Jordan.

### Risultati
| Pos | N  | Pilota                | Costruttore/Motore    | Giri | Tempo/Ritiro | Griglia | Punti |
| --- | -- | --------------------- | --------------------- | ---- | ------------ | ------- | ----- |
| 1   | 3  | Michael Schumacher    | Ferrari               | 60   | 1:47:02.4    | 2       | 10    |
| 2   | 8  | Mika Häkkinen         | McLaren - Mercedes    | 60   | +22.465      | 1       | 6     |
| 3   | 4  | Eddie Irvine          | Ferrari               | 60   | +29.199      | 5       | 4     |
| 4   | 6  | Alexander Wurz        | Benetton - Playlife   | 59   | +1 giro      | 11      | 3     |
| 5   | 5  | Giancarlo Fisichella  | Benetton - Playlife   | 59   | +1 giro      | 10      | 2     |
| 6   | 10 | Ralf Schumacher       | Jordan - Mugen-Honda  | 59   | +1 giro      | 21      | 1     |
| 7   | 1  | Jacques Villeneuve    | Williams - Mecachrome | 59   | +1 giro      | 3       |       |
| 8   | 22 | Shinji Nakano         | Minardi - Ford        | 58   | +2 giri      | 19      |       |
| 9   | 21 | Toranosuke Takagi     | Tyrrell - Ford        | 56   | +4 giri      | 17      |       |
| Rit | 14 | Jean Alesi            | Sauber-Petronas       | 53   | Elettrico    | 8       |       |
| Rit | 16 | Pedro Diniz           | Arrows                | 45   | Acceleratore | 12      |       |
| Rit | 11 | Olivier Panis         | Prost - Peugeot       | 40   | Testacoda    | 22      |       |
| Rit | 18 | Rubens Barrichello    | Stewart - Ford        | 39   | Incidente    | 16      |       |
| Rit | 19 | Jos Verstappen        | Stewart - Ford        | 38   | Fuori pista  | 15      |       |
| Rit | 7  | David Coulthard       | McLaren - Mercedes    | 37   | Testacoda    | 4       |       |
| Rit | 12 | Jarno Trulli          | Prost - Peugeot       | 37   | Testacoda    | 14      |       |
| Rit | 20 | Ricardo Rosset        | Tyrrell - Ford        | 29   | Testacoda    | 20      |       |
| Rit | 23 | Esteban Tuero         | Minardi - Ford        | 29   | Testacoda    | 18      |       |
| Rit | 15 | Johnny Herbert        | Sauber - Petronas     | 27   | Testacoda    | 9       |       |
| Rit | 17 | Mika Salo             | Arrows                | 27   | Testacoda    | 13      |       |
| Rit | 2  | Heinz-Harald Frentzen | Williams - Mecachrome | 15   | Testacoda    | 6       |       |
| Rit | 9  | Damon Hill            | Jordan - Mugen-Honda  | 13   | Testacoda    | 7       |       |

## Classifiche

### Piloti
| Pos. | Pilota                | Punti |
| ---- | --------------------- | ----- |
| 1    | Mika Häkkinen         | 56    |
| 2    | Michael Schumacher    | 54    |
| 3    | David Coulthard       | 30    |
| 4    | Eddie Irvine          | 29    |
| 5    | Alexander Wurz        | 17    |
| 6    | Giancarlo Fisichella  | 15    |
| 7    | Jacques Villeneuve    | 11    |
| 8    | Heinz-Harald Frentzen | 8     |
| 9    | Rubens Barrichello    | 4     |
| 10   | Mika Salo             | 3     |
| 10   | Jean Alesi            | 3     |
| 12   | Johnny Herbert        | 1     |
| 12   | Pedro Diniz           | 1     |
| 12   | Jan Magnussen         | 1     |
| 12   | Ralf Schumacher       | 1     |

### Costruttori
| Pos. | Team                  | Punti |
| ---- | --------------------- | ----- |
| 1    | McLaren - Mercedes    | 86    |
| 2    | Ferrari               | 83    |
| 3    | Benetton - Playlife   | 32    |
| 4    | Williams - Mecachrome | 19    |
| 5    | Stewart - Ford        | 5     |
| 6    | Arrows                | 4     |
| 6    | Sauber - Petronas     | 4     |
| 8    | Jordan - Mugen-Honda  | 1     |